# Incendios de Selaya en 2025
Los incendios de Selaya de 2025 son un conjunto de siniestros que afectaron al municipio de Selaya en la comunidad autónoma de Cantabria (España) entre enero y agosto de 2025. El término abarca tanto incendios forestales en la zona del Pisueña como incendios en viviendas y edificios públicos.

## Desarrollo
El 25 de enero de 2025 se declaró un incendio forestal en una cabaña próxima a la localidad de Pisueña, en el término municipal de Selaya, que requirió la intervención de los bomberos del Gobierno de Cantabria. Ese mismo día la comunidad autónoma registró un total de 29 incendios forestales, de los cuales seis permanecían activos y dos estaban controlados, incluido el de Selaya.
El 20 de febrero de 2025 todavía permanecían activos tres incendios forestales en Selaya, Vega de Pas y Arenas de Iguña.
En la madrugada del 29 de abril de 2025 un incendio destruyó una vivienda de dos plantas en el barrio de Matalobo, en Selaya. Los propietarios resultaron heridos leves y fueron trasladados al Hospital Universitario Marqués de Valdecilla.
El 5 de agosto de 2025 se registraron dos nuevos incendios en el municipio. En la madrugada falleció un hombre de 87 años en el incendio de su vivienda. Horas más tarde se produjo otro incendio en la cocina del Colegio Público El Castañal, originado por un deshumidificador, que fue sofocado por los bomberos sin que hubiera daños personales.

## Consecuencias
Los incendios de Selaya en 2025 supusieron importantes daños materiales y forestales en la comarca pasiega. El Gobierno de Cantabria mantuvo durante varios días el nivel 2 del operativo de incendios forestales en las comarcas del Nansa, Cabuérniga, Besaya, Pas, Pisueña y Asón.